# Medicago monspeliaca
Medicago monspeliaca (гуньба провансальська як Trigonella monspeliaca, гуньба монпелійська як Trigonella monspeliaca) — вид рослин з родини бобові (Fabaceae), поширений у Північній Африці, Європі, в Азії на південний схід до Пакистану.

## Опис
Однорічна рослина 10–20 см завдовжки. Суцвіття майже сидячі, голівчаті, квітконоси менші від 0.5 см завдовжки.

## Поширення
Поширений у Північній Африці, Європі, в Азії на південний схід до Пакистану.
Зростає на парових, оброблюваних полях і узбіччях доріг, але також росте серед гравію, піщаних дюн, чагарників, лісів та скельних вапнякових схилах.
В Україні вид зростає на кам'янистих місцях, скелях, в садах і виноградниках — на півдні Степу і в Криму.